# Аод
Аод, син Гере, (хебр. אֵהוּד בֶּן־גֵּרָא) био је судија у Израиљу. Окупио је око себе Израиљце и борио се против Моаваца. О његовом животу сведочи Књига о Судијама. 

## Библијски наратив
Према Књизи о Судијама (3:12-30), Израиљци су Аода послали моавском краљу Еглону, под изговором да испоручи годишњи данак. Направио је кратки мач са две оштрице, који је био дуг један лакат. Будући да је био леворук, могао је сакрити мач на десном бедру. Леворукост је често тактичка предност у рату против већине које су десноруки.
Када су се Аод и Еглон сусрели, Аод је рекао Еглону да има да му саопшти поруку од Бога. Еглон је затражио од послуге да остане сам са Аодом. Према књизи о Судијама Аод и Еглон су боравили у летњој соби (јев: בַּעֲלִיַּת הַמְּקֵרָה), што би можда означавало и купатило, пошто су слуге помислиле да се Еглон олакшава. Када су остали сами Аод је извукао мач и убо га је у трбух. Јеврејска реч за стомак је בבטנו, а та реч се исто користи и за материцу код жене. Након што је убо краља 22. стих говори: ,,И држак уђе за мачем, и сало се склопи за мачем, те не може извући мача из трбуха; и изиде нечист“. Појмови „изиде нечист“, у јеврејском оригиналу стоји וַיֵּצֵא הַֽפַּרְשְׁדֹֽנָה, ова фраза се у Светом Писму појављује само једном, а термин „нечист“ би могла да се преведе као и фекалије. Потом је Аод изашао из собе и закључао собу. После неког времена Еглонове слуге су дошле и виделе да су врата закључана, одлучили су да сачекају. Кад им је досадило са чекањем откључали су врата и затекли су цара мртвог.
Аод је за то време побегао у град Сеирот, који се налази у Јефремовом племену. Окупио је око себе народ и победили су Моавце. Приповест наводи да је Аод са својим људима побио 10.000 људи и да је владао осамдесет година, а да је за време његове владавине земља била у миру.

### Претпоставке
- Појмови који се користе за собу, трубх и нечист, у јеврејском оригиналу, имају за циљ да покажу сексуалну оријентацију цара Еглона и његову исфеминизираност. Тиме је моавски цар исмејан.[5]
- Име Еглон долази од јеврејске речи егел, што значи теле. Ово је алузија на Еглонову дебљину, чиме се желело искарикирати моавски цар.

## Теолошка порука
Порука наратива је иста као и у целокупној Књизи о Судијама. Израиљци су отпали од Јахвеа, а Јахве их предаје у руке Моавцима. Када су се Израиљци покајали, Јахве им подиже судију Аода, који их избавља из ропства.